# Meizu M3
Meizu M3 — смартфон, розроблений Meizu, що входить до серії «M». Був представлений 25 квітня 2016 року. Є наступником Meizu M2 (також відомого як Meizu M2 mini).

## Дизайн
Екран виконаний зі скла. Корпус виконаний з пластику.
Білий, рожевий та блакитний варіанти кольорів отримали глянцевий пластик, а сірий та золотий — матовий.
Знизу розміщені роз'єм microUSB, динамік, мікрофон. Зверху розташований 3.5 мм аудіороз'єм. З лівого боку розташований гібридний слот під 2 SIM-картки, або 1 SIM-картку і карту пам'яті формату microSD до 128 ГБ. З правого боку розміщені кнопки регулювання гучності та кнопка блокування смартфона.

## Технічні характеристики

### Платформа
Смартфон отримав процесор MediaTek MT6750 та графічний процесор Mali-T860MP2.

### Батарея
Батарея отримала об'єм 2870 мА·год.

### Камера
Смартфон отримав основну камеру 13 Мп, f/2.2 (ширококутний) з фазовим автофокусом та здатністю запису відео в роздільній здатності 1080p@30fps. Фронтальна камера отримала роздільність 5 Мп (ширококутний), світлосилу f/2.0 та здатність запису відео у роздільній здатності 720p@30fps.

### Екран
Екран IPS LCD, 5.0", 1280 × 720 (HD) зі співвідношенням сторін 16:9 та щільністю пікселів 294 ppi.

### Пам'ять
Смартфон продавався в комплектаціях 2/16 та 3/32 ГБ.

### Програмне забезпечення
Смартфон був випущений на Flyme 5.2, що базувалася на Android 5.1 Lollipop. Був оновлений до Flyme 6.3.